# 久保田悠来
久保田 悠来（くぼた ゆうき、1981年6月15日 - ）は、日本の俳優、演出家、モデル。神奈川県平塚市出身。ジャパン・ミュージックエンターテインメント（イー・コンセプト）所属。

## 来歴
2002年に原宿で声を掛けられ読者モデルデビュー。その後、モデル活動を経て、芸能界入り。
2007年、俳優デビュー。初舞台『switch』で主演を務める。2010年、『ガチンコ 喧嘩上等』で映画初主演。
2012年1月31日で本人都合により所属事務所を離籍。10か月のフリー期間ののち、2012年11月末、ジャパン・ミュージックエンターテインメントに所属。2009年の立ち上げから4年間演じた舞台『戦国BASARA』伊達政宗役の卒業を機に、活動の場を主戦だった舞台から映像作品へと移行。
2013年10月から2014年9月まで放送された、『仮面ライダー鎧武/ガイム』に呉島貴虎 / 仮面ライダー斬月役で出演。その後も『警部補・杉山真太郎〜吉祥寺署事件ファイル』ではゴールデン帯ドラマに初のレギュラー出演を果たし、映画『新宿スワン』、『内村さまぁ〜ず THE MOVIE エンジェル』などの作品に出演。
2015年4月、地元のチームでファンである湘南ベルマーレを応援する「湘南リビング新聞社」のベルサポ広報室・室長に就任。
2018年1月、自身の芸能生活10周年を機に『「GANTZ:L」-ACT＆ACTION STAGE-』にて4年半ぶりに舞台復帰。以降は映画・ドラマ・舞台と幅広く出演している。
2019年3月、仮面ライダーシリーズ初の演劇化作品『舞台『仮面ライダー斬月』-鎧武外伝-』にて主演を務める。また同年4月からはテレビ神奈川の情報番組『猫のひたいほどワイド』の月曜MCに就任。主演舞台舞台版『PSYCHO-PASS サイコパス Chapter1―犯罪係数―』では予告PVにて初監督を務めるなど、活動の幅を広げている。
2020年9月、YouTubeチャンネル『久保田悠来の悠給休暇』を開設。2021年5月、NHK連続テレビ小説『おちょやん』のNHK職員四ノ宮一雄役で初の朝ドラ出演。2022年1月、田村由美原作作品『BASARA』にて演出家としてデビューした。

## 人物
- 趣味はスポーツ・映画鑑賞・ドライブ（ヒッチハイク）。特技はサッカー・水泳・アクション・殺陣。特技の殺陣・アクションは、主演映画『アサシン』のメイキング内で、アクション監督からその出来を「毎回想像を軽く超えて来る。」などと絶賛されている。
- サッカー好きで、好きなチームには湘南ベルマーレを挙げ、2010年に開催された南アフリカワールドカップを始め、試合も観戦にいくなどしている[10]。
- 「ブレない男」を理想にしており、理想の男性像に地元平塚のJリーグチーム湘南ベルマーレでプレイしていた中田英寿を挙げている[3]。
- 飄々とした性格で、会見やインタビューで冗談を言うことも多い[11]。撮影現場でも共演者を笑わせるなどして場の空気を盛り上げている[12]。
- 演じる幅はオタクから殺し屋等とても広いが悪役やライバル役が多く、自身でもヒールやダークヒーローが好きであると述べている[11]。子供の頃は外で遊ぶことが多く、ヒーローものはあまり観ていなかった[11]。

## 出演

### 映画
- Dear Friends（2007年2月3日公開、両沢和幸監督） - クラブの常連客 役
- 仮面ライダーシリーズ
  - 仮面ライダー THE NEXT（2007年10月27日公開、田﨑竜太監督） - パチンコ屋の客 役
  - 仮面ライダー×仮面ライダー 鎧武&ウィザード 天下分け目の戦国MOVIE大合戦（2013年12月14日公開、田﨑竜太監督） - 呉島貴虎 / 仮面ライダー斬月 役
  - 平成ライダー対昭和ライダー 仮面ライダー大戦 feat.スーパー戦隊（2014年3月29日公開、柴﨑貴行監督） - 呉島貴虎 / 仮面ライダー斬月・真 役
  - 劇場版 仮面ライダー鎧武 サッカー大決戦!黄金の果実争奪杯!（2014年7月19日公開、金田治監督） - 呉島貴虎 / 仮面ライダー斬月・真 役
  - 仮面ライダー×仮面ライダー ドライブ&鎧武 MOVIE大戦フルスロットル（2014年12月13日公開、柴﨑貴行監督） - 呉島貴虎 / 仮面ライダー斬月・真 役
- ランディーズ（2009年11月14日公開、藤原健一監督） - 春日正美 役
- ガチンコ 喧嘩上等（2010年3月13日公開、広瀬陽監督） - 主演・佐伯聡 役
- ローカルボーイズ!（2010年3月19日公開、堀江慶監督） - 亨 役
- ギャングスタ（2011年2月12日公開、川野浩司監督） - 主演・白石力 役
- アサシン（2011年10月8日公開、小原剛監督） - 主演・岬俊一 役
- キリン POINT OF NO RETURN（2012年3月3日公開、大鶴義丹監督） - チョースケ 役
- 死ガ二人ヲワカツマデ… 第一章『色ノナイ青』（2012年9月1日公開、松村清秀監督）※カメオ出演
- HAPPINESS IN LITTLE PLACE（2012年12月8日公開、松村清秀監督） - 小川漣治 役
- 牙狼〈GARO〉〜蒼哭ノ魔竜〜（2013年2月23日公開、雨宮慶太監督） - カカシ 役
- HK 変態仮面（2013年4月13日公開、福田雄一監督） - 記者 役
- 裸のいとこ（2013年11月16日公開、大鶴義丹監督） - タケシ 役
- ヨコハマ物語（2013年11月16日公開、喜多一郎監督） - 田辺裕也 役
- 奴隷区 僕と23人の奴隷（2014年6月28日公開、佐藤佐吉監督） - 新宿セイヤ 役[13]
- マジックナイト（2014年8月30日公開、宮下健作監督） - ナスカ 役
- 新宿スワン（2015年5月30日公開、園子温監督） - 洋介 役
  - 新宿スワンII（2017年1月21日公開、園子温監督） - 洋介 役
- KIRI-「職業・殺し屋。」外伝—（2015年6月20日公開、坂本浩一監督） - リョウ 役
- 内村さまぁ〜ず THE MOVIE エンジェル（2015年9月11日公開、工藤浩之監督） - 伊東 役
- Mr.マックスマン（2015年10月17日公開、増田哲英監督） - 神田隆俊 役
  - Bros.マックスマン（2017年1月7日公開、増田哲英監督） - 神田隆俊 役
  - N.Y.マックスマン（2018年2月17日公開、増田哲英監督） - 神田隆俊 役
- 忘れ雪（2015年11月7日公開、ハン・サンヒ監督） - 鳴海 役
- 愛は地獄からの犬（英: Love is a Dog from Hell、第20回富川国際ファンタスティック映画祭：2016年7月24日・28日上映 / ゆうばり国際ファンタスティック映画祭2017：2017年3月4日・5日上映、エドモンド・ヨウ監督）
- 絶壁の上のトランペット（2016年9月17日公開、ハン・サンヒ監督） - コウイチ 役
- SCOOP!（2016年10月1日公開、大根仁監督） - 石渡龍 役
- デルシネ「エル・シュリケンvs新昆虫デスキート」（京都国際映画祭：2016年10月15日上映 / 沖縄国際映画祭：2017年4月23日上映 他、後藤ひろひと監督） - 東爽太 役[14]
- トモダチゲーム 劇場版（2017年6月3日公開、永江二朗監督） - 東條レン 役[15]
  - トモダチゲーム 劇場版 FINAL（2017年9月2日公開、永江二朗監督） - 東條レン 役
- 身体を売ったらサヨウナラ（2017年7月1日公開、内田英治監督） - 玲 役[16]
- 三十路女はロマンチックな夢を見るか？（2018年3月31日公開、山岸謙太郎監督） - 風間拓人 役[17]
- ふたつの昨日と僕の未来（2018年11月9日愛媛先行上映 / 2018年12月22日公開、大森研一監督） - 黒川賢三 役[18]
- 明治東亰恋伽（2019年6月21日公開、副島宏司監督） - 藤田五郎 役[19]
- 映画「GOZEN -純恋の剣-」（2019年7月5日公開、石田秀範監督） - 真咲一馬 役[20]
- 東京ワイン会ピープル（2019年10月4日公開、和田秀樹監督） - 桜木紫野の父 役 ※特別出演[21]
- ダウト 嘘つきオトコは誰?（2019年10月4日公開、永江二朗監督） - 加賀美和巳 役[22]
- 八王子ゾンビーズ（2020年7月17日公開、鈴木おさむ監督） - 仁 役[23]
- 鬼平犯科帳 血闘（2024年5月10日公開、山下智彦監督） - 沢田小平次 役 [24][25]
- 静かなるドン（鳴瀬聖人監督）- 川路俊樹 役[26]
  - 静かなるドン2 前編（2024年9月13日公開）[26]
  - 静かなるドン2 後編（2024年9月27日公開）[26]
- 鬼ベラシ（2025年6月13日公開、大森研一監督）- 桃乃助 役[27]
- プロジェクト・カグヤ（2025年10月31日公開予定、吉川鮎太監督） - 千堂守 役[28]

### テレビドラマ
- 鬼嫁日記 いい湯だな 第2話（2007年4月24日、フジテレビ） - ナンパ男 役
- 女帝 第4・5話（2007年8月3日・10日、テレビ朝日） - 黒服 役
- ごくせん 第4話（2008年5月10日、日本テレビ） - ホスト 役
- 牙狼＜GARO＞〜MAKAISENKI〜 第9話（2011年12月1日、テレビ東京） - JURAN 役
- TAKE FIVE〜俺たちは愛を盗めるか〜 第5・6話（2013年5月17日・24日、TBSテレビ） - 橘 役
- 仮面ライダー鎧武/ガイム（2013年10月6日 - 2014年9月28日、テレビ朝日） - 呉島貴虎 / 仮面ライダー斬月 / 仮面ライダー斬月・真 役
- 烈車戦隊トッキュウジャーVS仮面ライダー鎧武 春休み合体スペシャル（2014年3月30日、テレビ朝日） - 呉島貴虎 役
- 警部補・杉山真太郎〜吉祥寺署事件ファイル（2015年1月12日 - 3月23日、TBSテレビ） - 新垣進也 役
- 新ナニワ金融道（2015年1月24日、フジテレビ） - 黒住健太 役
- ドS刑事 第10話（2015年6月13日、日本テレビ） - 貝藤孝 役
- 婚活刑事 第1話（2015年7月2日、読売テレビ） - 椎名正志 役
- 名探偵キャサリン（2015年9月5日、テレビ朝日） - 鈴木俊博 役
  - 名探偵キャサリン〜消えた相続人〜（2016年3月20日、テレビ朝日） - 鈴木俊博 役
- ヤッさん〜築地発!おいしい事件簿〜 最終話（2016年8月26日、テレビ東京） - 新田健太郎 役
- 科捜研の女 第16シリーズ 第10話（2017年1月19日、テレビ朝日） - 幸田輝人 役
- 嫌われる勇気  第9・10話（2017年3月9日・16日、フジテレビ） - 近藤隆雅 役
- 三匹のおっさん3〜正義の味方、みたび!!〜 第8話（2017年3月10日、テレビ東京） - 大冴 役
- 宇宙戦隊キュウレンジャー 第5 - 21話（2017年3月12日 - 7月9日、テレビ朝日） - スコルピオ 役
- スリル!〜黒の章〜 第4回（2017年3月19日、NHK BSプレミアム） - 川田満 役
- トモダチゲーム（2017年4月6日 - 27日、tvk 他） - 東條レン 役[29]
- コードネームミラージュ 第7 - 25話（2017年5月19日 - 9月22日、テレビ東京） - サンダー / 武藤遼介 役
- 民衆の敵〜世の中、おかしくないですか!?〜 第2・3・5・8・10話（2017年10月30日 - 12月25日、フジテレビ） - 安部崇裕 役
- モブサイコ100（2018年1月18日 - 4月5日、テレビ東京） - 密裏賢治 役[30]
- モンテ・クリスト伯 -華麗なる復讐- 第3 - 9話（2018年5月3日 - 6月14日、フジテレビ） - 牛山直紀 役
- シグナル 長期未解決事件捜査班 第8・9話（2018年5月29日・6月5日 、フジテレビ） - 佐々木刑事 役
- 明治東亰恋伽（2019年4月9日 - 5月28日、テレビ神奈川他で放送 / U-NEXTで同時配信） - 藤田五郎 役[19]
- TWO WEEKS（2019年7月16日 - 9月17日、関西テレビ･フジテレビ系） - 間宮裕 役
- シャーロック 第8話（2019年11月25日、フジテレビ） - 柴田雅樹 役
- 八王子ゾンビーズ（2020年1月11日 - 2月29日、TOKYO MX） - 仁 役
- レンタルなんもしない人 第12話（2020年9月30日、テレビ東京） - バーテンダー 役
- あのコの夢を見たんです。 第5話（2020年10月30日、テレビ東京）
- 今野敏サスペンス 警視庁強行犯係 樋口顕 最終話（2021年2月19日、テレビ東京） - 荒木道男 役
- 連続テレビ小説 おちょやん 第21 - 23週（2021年4月26日 - 5月14日、NHK） - 四ノ宮一雄 役
- 警視庁・捜査一課長 season5 第3話（2021年4月29日、テレビ朝日） - 溝口俊輔 役
- ラブファントム 第3 - 10話（2021年5月27日 - 7月15日、 MBS他） - 深見佑 役[31][32]
- アバランチ 第2話（2021年10月25日、カンテレ・フジテレビ系） - 永井慎吾 役
- 第33回ヤングシナリオ大賞「踊り場にて」（2021年12月30日、フジテレビ） - 宮内悟 役
- おいハンサム!! 第1 - 3・8話（2022年1月8日 - 2月26日、東海テレビ・フジテレビ） - 竜也 役[33]
  - おいハンサム!!2 第3話（2024年4月20日、東海テレビ・フジテレビ） - 竜也 役[34]
- ミステリと言う勿れ 第1 - 3・11・最終話（2022年1月10日 - 3月28日、フジテレビ） - 犬堂甲矢 役
- 科捜研の女 第21シリーズ 最終回（2022年4月7日、テレビ朝日） - 山神芳彦 役[35]
- 家政夫のミタゾノ 第5シリーズ 第4話（2022年5月13日、テレビ朝日） - 都築由紀夫 役
- 特捜9 Season5 第10話（2022年6月8日、テレビ朝日） - 島田和樹 役
- ポップUP!ドラマ 昼上がりのオンナたち 第4話「リベンジ」（2022年6月10日、フジテレビ） - 佐伯孝介 役[36]
- 善人長屋 第2話（2022年7月15日、NHK BSプレミアム・BS4K） - 緋鯉の伝八 役[37]
- テッパチ! 第7話 - 最終話（2022年8月17日 - 9月14日、フジテレビ） - 大木隆之 役[38]
- イケメン共よ メシを喰え 第8話（2022年8月28日、テレビ大阪・BSテレビ東京） - 青山 役[39]
- silent（2022年10月6日 - 12月22日、フジテレビ）- 根津 役
- NHKスペシャル「南海トラフ巨大地震【第1部】ドラマ」（2023年3月4日、NHK）- 三上 役[40]
- 風間公親-教場0- 第1話（2023年4月10日、フジテレビ）- 芦沢健太郎 役[41]
- 育休刑事 第5話（2023年5月16日、NHK総合・NHK BS4K）- 遠藤昌一 役
- ハヤブサ消防団 第5話（2023年8月17日、テレビ朝日） - 浅野ヤスノリ 役
- ハイエナ（2023年10月20日 - 12月8日、テレビ東京） - 榎本雄弥 役[42]
- 鬼平犯科帳 SEASON1 - 沢田小平次 役
  - 鬼平犯科帳 本所・桜屋敷（2024年1月8日）[24]
  - 鬼平犯科帳 でくの十蔵（2024年6月8日）[24][43]
  - 鬼平犯科帳 血頭の丹兵衛（2024年7月6日）[24][43]
  - 鬼平犯科帳 老盗の夢（2025年2月8日）[44]
- 買われた男 （2024年4月18日 - 6月20日、テレビ大阪） - 龍一 役[45]
- ミス・ターゲット 第1話（2024年4月21日、朝日放送テレビ・テレビ朝日）- 榊原誠 役
- ハッピー・オブ・ジ・エンド（2024年9月3日 - 24日、フジテレビ） - 加治 役[46]
- 夫よ、死んでくれないか（2025年4月7日 - 6月23日、テレビ東京） - 千田慎一 役[47]
- DOPE 麻薬取締部特捜課 第3話（2025年7月18日、TBS） - 高野吉弘 役[48]
- DOCTOR PRICE 第5話（2025年8月10日、読売テレビ・日本テレビ） - 巻原秀一 役[49]

### 配信作品
- BLACKFOX: Age of the Ninja（2019年10月5日 - 、各動画配信サービス） - 重次 役[50]
- テレビ電話ドラマ「せーの」（2020年4月13日 - 、YouTube） - 主演・タツヤ 役
- 鎧武外伝 仮面ライダーグリドンVS仮面ライダーブラーボ（2020年10月25日・11月1日 - 、東映特撮ファンクラブ） - 呉島貴虎 / 仮面ライダー斬月 役[51]
- ちょうどよい幸せ（2021年12月25日 - 、YouTube新居浜市公式チャンネル） - 斉藤友之 役[52]
- 金魚妻（2022年2月14日 - 、Netflix） - 潤 役[53]
- 私たち結婚しました4（2022年11月4日 - 2023年1月6日、ABEMA）[54]
- 余命3ヶ月のサレ夫（2024年2月19日、ショートドラマアプリ「BUMP」） - 砂山ケンジ 役 ※全30話配信[55]
- 悪い女（2024年2月19日、ショートドラマアプリ「BUMP」） - 辻沢 役
- ドンケツ（2025年4月25日 - 、DMM TV） - 平山元（ゲンコ） 役[56]

### オリジナルビデオ
- 交渉人 堂本零時（2011年2月19日発売） - 主演・堂本零時 役
- 鎧武外伝
  - 仮面ライダー斬月/仮面ライダーバロン（2015年4月22日発売） - 主演・呉島貴虎 / 仮面ライダー斬月 役
  - 仮面ライダーデューク/仮面ライダーナックル（2015年11月11日発売） - 呉島貴虎 / 仮面ライダー斬月 役
- 宇宙戦隊キュウレンジャー Episode of スティンガー（2017年10月25日発売） - スコルピオ 役

### 舞台
- switch（2007年9月20日 - 23日、ディファ有明） - 主演・倉林春 役
- ミュージカル テニスの王子様 - 跡部景吾 役
  - The Imperial Presence 氷帝feat.比嘉（2008年7月29日 - 9月15日、日本青年館 他）※氷帝Aメンバー
  - The Treasure Match 四天宝寺feat.氷帝（2008年12月13日 - 2009年3月31日、日本青年館 他）
  - Dream Live 6th（2009年5月2日・3日、東京体育館 / 5月9日・10日、神戸ワールド記念ホール）
  - The Final Match 立海 First feat. 四天宝寺（2009年7月30日 - 10月4日、日本青年館 他）※映像出演のみ
  - The Final Match 立海 Second feat. The Rivals（2009年12月17日 - 2010年3月14日、日本青年館 他）
  - Dream Live 7th（2010年5月7日 - 9日、神戸ワールド記念ホール / 5月20日 - 23日、横浜アリーナ）
- THE BUTTERFLY EFFECT－バタフライ・エフェクト - アラン 役
  - 初演（2008年10月31日 - 11月3日、池袋シアターグリーンBOX in BOX THEATER)
  - 再演（2009年4月9日 - 12日、南大沢文化会館）
- 幕末太陽伝（2009年1月29日 - 2月1日、吉祥寺シアター） - 岡田以蔵 役 ※映像出演
- 戦国BASARA - 伊達政宗 役
  - 戦国BASARA（2009年7月3日 - 12日、シアターGロッソ） ※主演
  - 戦国BASARA〜蒼紅共闘〜（2010年4月9日 - 18日、サンシャイン劇場） ※主演
  - 戦国BASARA3（2011年10月14日 - 16日、イオン化粧品 シアターBRAVA! / 10月23日 - 30日、シアターGロッソ）
  - 戦国BASARA2（2012年5月11日 - 15日、ル・テアトル銀座 / 5月19日・20日、イオン化粧品 シアターBRAVA! / 6月2日・3日、中日劇場）
  - 戦国BASARA3 -瀬戸内響嵐-（2012年11月2日 - 11日、東京ドームシティホール / 11月16日 - 18日、イオン化粧品 シアターBRAVA!）
  - 戦国BASARA3 宴（2013年4月26日 - 28日、キャナルシティ劇場 / 5月2日 - 4日、中日劇場 / 5月10日 - 19日、日本青年館大ホール / 5月23日 - 26日、森ノ宮ピロティホール）
  - 戦国BASARA 武将祭2013（2013年7月13日・14日、有明コロシアム）
- 空の境界〜岡田以蔵異聞（2009年8月27日 - 30日、池袋シアターグリーン BIG TREE THEATER） - 主演・岡田以蔵 役
- エグジスタンス〜episode 0〜（2009年12月5日 - 7日、六行会ホール） - 主演・ヒカル 役
- 花咲ける青少年 - 倣立人 役
  - ルドビコ★plus+ vol.1 異空間ステージ 花咲ける青少年 〜The Budding Beauty〜（2010年9月29日 - 10月6日、草月ホール）
  - ルドビコ★plus+ vol.2 異空間ステージ 花咲ける青少年 〜The Budding Beauty in The Oriental Blue Wind〜（2011年2月16日 - 27日、草月ホール）
  - ルドビコ★plus+ 異空間ステージ 花咲ける青少年 The Blooming Princess Special Event（2011年11月26日・27日、原宿クエストホール）
  - ルドビコ★plus+ vol.3-4 異空間ステージ 花咲ける青少年 ファイナル The Blooming Princess「ラギネイ革命」編（2012年1月13日 - 15日、サンシャイン劇場）
  - ルドビコ★plus+ vol.3-4 異空間ステージ 花咲ける青少年 ファイナル The Blooming Princess「恋と宿命」編（2012年1月17日・18日、サンシャイン劇場）
- 「BUTLER×BATTLER」激動の時を超えて〜聖夜の贈りもの〜（2010年12月22日 - 26日、シアター1010） - 主演・西片英介 役
- AND ENDLESS 15th Anniversary Special Program vol.1 『堕天・神殿・遅咲きの蒼』（2011年4月27日 - 5月5日、前進座劇場） - 岡田以蔵 役 ※『堕天』のみ出演
- B×b (Bugs Under Groove×bpm)『FRONT LINE』 - 佐伯康平 役（ゲスト）
  - mission1：CHILD PLAY（2011年6月29日 - 7月3日、博品館劇場）
  - the last mission : Final Destination（2013年1月10日 - 13日、紀伊國屋サザンシアター）※映像出演のみ
- AND ENDLESS 15th Anniversary Special Program vol.2『美しの水』 - White Blue Red Purple-（2011年8月20日 - 9月4日、シアター1010） - 平 教経 役 ※White/Blue/Purple：御伽 ※主演・息吹・大地 出演
- BS-TBS サマーパーティー2012 エチュード（2012年8月24日、赤坂BLITZ）
- 朗読劇 緋色の研究（2012年9月30日・10月11日、天王洲 銀河劇場） - ワトスン / ホームズ 役
- 4STRIKE（2012年10月12日、新宿FACE）※日替わりゲスト出演
- 舞台「BASARA」（2012年12月12日 - 16日、全労済ホールスペース・ゼロ） - 揚羽 役
- 朗読劇 私の頭の中の消しゴム（2013年6月12日・6月13日、天王洲 銀河劇場） - 浩介 役
- 朗読劇 ラヴ・レターズ（2015年1月10日、Zeppブルーシアター六本木） - アンディ 役
- 「GANTZ:L」-ACT＆ACTION STAGE-（2018年1月26日 - 2月4日、天王洲 銀河劇場） - 和泉紫音 役[57]
- 八王子ゾンビーズ（2018年8月5日 - 19日、TBS赤坂ACTシアター） - 仁 役[58]
- 『仮面ライダー斬月』-鎧武外伝-（2019年3月9日 - 24日、日本青年館ホール / 3月28日 - 31日、京都劇場） - 主演・呉島貴虎 / 仮面ライダー斬月（声） 役[6]
- リーディングシアター「ダークアリス」（2019年6月1日、サンシャイン劇場）[59]
- PSYCHO-PASS サイコパス Chapter1―犯罪係数―（2019年10月25日 - 11月10日、品川プリンスホテル ステラボール） - 主演・狡噛慎也 役[60]
- 演劇の毛利さん -The Entertainment Theater Vol.0 [61]
  - リーディングシアター「星の王子さま」（2021年1月12日、サンシャイン劇場）
  - リーディングシアター「夜間飛行」（2021年1月16日、サンシャイン劇場）
- 舞台「BASARA」（2022年版）（2022年1月13日 - 23日、シアターサンモール） - 揚羽 役 / 演出 [62]
- 舞台「文豪ストレイドッグス STORM BRINGER」 （2022年6月24日 - 27日、日本青年館ホール / 7月2日 - 3日、東大阪市文化創造館 Dream House 大ホール） - N 役 [63]
- ミュージカル『テニスの王子様』4thシーズン 青学vs氷帝（2023年1月7日 - 3月5日、TACHIKAWA STAGE GARDEN ・ TOKYO DOME CITY HALL 他）- 榊太郎 役 ※声の出演[64]
- 正偽の芸能プロダクション(2023年3月15日 - 19日、よみうり大手町ホール）- 氣楽 役[65]
- 「朗読×生演奏『うたかたの』」(2023年3月31日、こくみん共済 coop ホール / スペース・ゼロ)[66]
- 演劇集団Z-Lion「笑ってもいい家」（2023年7月1日 - 9日、東京・俳優座劇場）- 真鍋学 役
- 「朗讀劇『極楽牢屋敷』（木下半太版四谷怪談）」（2023年8月12日、東京・サンシャイン劇場）[67]
- 舞台「呪術廻戦」-懐玉・玉折-（2025年8月22日 - 31日〈予定〉、天王洲 銀河劇場 / 9月5日 - 7日〈予定〉、SkyシアターMBS） - 伏黒甚爾 役[68]

### バラエティ
- 痛快TV スカッとジャパン（2017年8月21日・10月9日・2018年12月3日、フジテレビ） - ドラマパート出演
- この恋イタすぎました（2022年8月11日、日本テレビ） - ドラマパート出演

### 情報番組
- 猫のひたいほどワイド（2019年4月1日 - 2020年3月23日、テレビ神奈川） - 月曜MC

### ラジオ
- キラキラRADIO+（プラス）（2009年5月6日 - 9月2日）
- ラジオシアター〜文学の扉「人間ぎらい」（2017年5月14日・21日、TBSラジオ）

### ナレーション
- 海外ドラマ「ブラックリスト リデンプション」番宣CMナレーション（2017年、スーパー!ドラマTV）
- ドラマ「モブサイコ100」予告ナレーション（2018年、テレビ東京）
- 密着ドキュメント『BLACKFOX: Age of the Ninja』（2019年10月、日本映画専門チャンネル、時代劇専門チャンネル）

### CM・広告
- HUAWEI「スマートウォッチ HUAWEI WATCH GT 4」Web店頭広告モデル（2024年）

### インターネット動画
- 【あっ！とおどろく放送局】
  - 〔特別番組〕キラキラRADIO+（プラス）生CHU★ 〜観ると幸せになる生放送〜（終）（2009年9月14日）
  - Eternal Beat! 〜イケメン情報局〜 ＃04（2010年10月1日）
  - 密着取材！『激動の時を越えて BUTLER×BATTLER 〜聖夜の贈り物〜』（2010年12月21日）
- 【ニコニコ動画 スターちゃんねる】
  - 『生男ch』（有料配信）
    - 第07回放送（2010年9月24日）
    - 第16回放送 〜秋から冬へ〜（2010年11月27日）
    - 第30回放送（2011年4月1日）
    - 第48回放送  〜ほっそりと1周年w〜（2011年7月24日）
    - 第69回放送（2011年11月18日）

### ゲーム
- 仮面ライダーバトル ガンバライジング（2013年、アーケードゲーム） - 仮面ライダー斬月 / 仮面ライダー斬月・真 役
- 仮面ライダー バトライド・ウォーII（2014年、PS3） - 仮面ライダー斬月・真 役
- 仮面ライダー バトライド・ウォー 創生（2016年、PS4・PS3・PS Vita） - 仮面ライダー斬月・真 役[69]
- オール仮面ライダー ライダーレボリューション（2016年、3DS） - 仮面ライダー斬月 / 仮面ライダー斬月・真 役
- 仮面ライダー シティウォーズ（2020年、iOS / Android） - 仮面ライダー斬月 役[70]
- 仮面ライダーバトル ガンバレジェンズ（2023年、アーケード） - 仮面ライダー斬月 / 仮面ライダー斬月・真 役

### 玩具
- プレミアムバンダイ限定 DXウォーターメロンロックシード（2015年、バンダイ） - 呉島貴虎 役
- 『鎧武外伝 仮面ライダーデューク/仮面ライダーナックル』ロックシード版付属 DXレモンロックシード（2015年、バンダイ） - 呉島貴虎 役
- 『舞台「仮面ライダー斬月」‐鎧武外伝‐』DX斬月カチドキアームズライドウォッチ版付属  DX斬月カチドキアームズライドウォッチ（2019年、バンダイ） - 呉島貴虎 役
- COMPLETE SELECTION MODIFICATION 戦極ドライバー（2021年3月、バンダイ） - 呉島貴虎 / 仮面ライダー斬月 役
- COMPLETE SELECTION MODIFICATION ゲネシスドライバー（2024年3月、バンダイ） - 呉島貴虎 / 仮面ライダー斬月・真 役

## 監督・演出作品
- PSYCHO-PASS サイコパス Chapter1―犯罪係数―（2019年10月25日 - 11月10日、品川プリンスホテル ステラボール） - 主演・狡噛慎也 役 / 予告PV監督
- 舞台「BASARA」（2022年版）（2022年1月13日 - 23日、シアターサンモール） - 揚羽 役 / 演出 [62]
- 「戦隊大失格」ザ・ショー（2024年9月11日 - 16日、シアターGロッソ）演出[71]

## 書籍

### 雑誌連載
- 日本映画navi 久保田悠来の「悠遊自適」（2015年7月 vol.58[72] - 2017年5月 vol.69）

### Web連載
- Bezzy（2022年7月4日 - 、THECOO） - 久保田悠来の◯ける漫画[73]

### 写真集
- 久保田悠来ファースト写真集（2009年1月29日発売）
- 「悠来の休日」ON TIME・OFF TIME フォトブック(2011年1月23日発売)
- BUTLER×BATTLER OFFICIAL PHOTO BOOK 【久保田悠来 EDITION】(発売期間：2011年2月4日 - 8月3日)
- DVD付き写真集『iroHon』（2020年8月29日発売）

## 作品

### 映像作品
- キラキラACTORS TV 伊礼彼方&久保田悠来（2009年3月18日発売）
- 幕末太陽伝〜RUN&RUN「冬の刹那」（2009年3月28日発売）
- 「Boil Away」短編movie（2009年4月発売） - 主演・鳴海ユウスケ 役
- 久保田悠来 悠来の休日（2011年1月28日発売）

### 音楽
- 『浪漫飛行』エレクトロカヴァー（2009年8月配信）
- 『ESCAPE』エレクトロカヴァー（2009年8月配信）
- 『絆』 舞台「BUTLER×BATTLER」激動の時を超えて〜聖夜の贈りもの〜ED曲（2011年3月配信）※チャリティーソングとして配信